# Парамнезія
Парамнезі́я — розлад пам'яті, при якому виникають хибні або перекручені спогади, може відбуватися змішення минулого і сьогодення, а також реальних і вигаданих подій. Парамнезія часто характеризується переоцінкою впливу власної особи на результат деяких подій, що мали місце у минулому.

## Псевдоремінісценції
Псевдоремінісценції (псевдо- + лат. reminiscentia спогад) — порушення за типом ілюзії пам'яті, що полягають в зсуві в часі подій, що дійсно мали місце в житті пацієнта. Минуле видається за сьогодення. При псевдоремінісценції пацієнти, розповідаючи про події, що відбувалися насправді, повідомляють факти, які не відбувалися взагалі або ж відбувалися, але в інший час і не мають відношення до того, що дійсно відбувалося. Змістом псевдоремінісценцій є, як правило, факти звичайного життя, що висловлюються одноманітно, буденно, правдоподібно.
Псевдоремінісценції спостерігаються переважно в другій половині життя при різних за своєю генезою органічних захворюваннях центральної нервової системи.

## Конфабуляції
- Заміщаючі — заповнення пропусків в пам'яті при різних видах амнезії фактами звичайного життя, що недавно відбувалися, або спонтанно, або при ставленні навідних питань. Схожі з псевдоремінісценціями.
- Екмнестичні — сприйняття подій раннього дитинства і взагалі віддаленого минулого як справжніх і недавніх. Зустрічаються при сенильній деменції і прогресуючій амнезії.
- Фантастичні — спогади про фантастичні події, в яких пацієнт брав участь. Зазвичай при інтоксикаціях, шизофренії.
- Маревні — перенесення епізодів марення і маревного образу мислення з відповідними вчинками в період часу, що передує захворюванню. Паранояльний синдром при шизофренії.
- Галюцінаторні — маса зорових та слухових псевдогалюцинацій. Шизофренія.

## Криптомнезії
Ситуації, в яких колись прочитане або побачене сприймається як частина власного життя, або, навпаки, власне життя здається епізодом роману або фільму.

## Deja vuтаJamais vu
- Deja vu — психічний стан, коли людина відчуває, що вона колись вже була у такій ситуації, проте це відчуття не зв'язується з певним моментом минулого, а належить до «минулого взагалі». Дежавю зазвичай супроводжується відчуттям чудасії і нереальності того, що відбувається.
- Jamais vu — стан, в якому щось давно знайоме сприймається як видиме вперше.